# Ла-Морт
Ла-Морт (фр. La Morte) — коммуна во Франции, находится в регионе Рона — Альпы. Департамент коммуны — Изер. Входит в состав кантона Вальбонне. Округ коммуны — Гренобль.
Код INSEE коммуны — 38264. Население коммуны на 1999 год составляло 130 человек. Населённый пункт находится на высоте от 1063 до 2653 метров над уровнем моря. Муниципалитет расположен на расстоянии около 510 км юго-восточнее Парижа, 115 км юго-восточнее Лиона, 21 км юго-восточнее Гренобля. Мэр коммуны — Alain Mistral, мандат действует на протяжении 2008—2014 гг.
Динамика населения (INSEE):